# Torre del Llambrión
Torre del Llambrión está enclavado en el macizo central de los Picos de Europa, en la sierra de Los Urrieles, provincia de León.
Con 2642 metros de altura es el segundo pico más alto de la cordillera y primero de la provincia, ya que Torrecerredo es compartido con Asturias.
Su dificultad de escalada es entre Media y Media-Alta.